# Revolutionair Volksleger

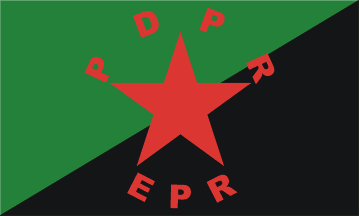
Vlag van het Revolutionair Volksleger

Het Revolutionair Volksleger (Spaans: Ejército Popular Revolucionario, EPR) is een gewapende revolutionaire beweging in Mexico. De EPR is vooral actief in Guerrero, maar heeft ook acties uitgevoerd in Oaxaca, Michoacán, Puebla, Chiapas, Veracruz, Tlaxcala, Guanajuato en Mexico-Stad.
De EPR is opgericht op 28 juni 1996, een jaar na het Bloedbad van Aguas Blancas, waarbij een jaar eerder zeventien burgers door veiligheidstroepen werden vermoord. De rebellen van de EPR proclameerden het Manifest van Aguas Blancas en verklaarden de oorlog aan de Mexicaanse regering. De EPR is waarschijnlijk een samenvoeging van verschillende kleinere bewegingen, waarvan sommige al sinds de tijd van de legendarische guerrillastrijder Lucio Cabañas actief waren. De beweging zegt ook een politieke tak te hebben, namelijk de Democratische Revolutionaire Volkspartij (PDRP-ERP), maar deze is niet actief en doet ook niet mee aan verkiezingen.
De meeste acties heeft de beweging uitgevoerd in de eerste twee jaar van haar bestaan. Op 28 en 29 augustus voerde de EPR zijn grootste actie uit, toen bij gelijktijdige aanslagen op overheidsdoelwitten in Oaxaca, Guerrero, Puebla en Mexico-Stad achttien mensen om het leven kwamen. In latere jaren is het een tijdlang stil geweest rond de EPR, hoewel de beweging nog wel verantwoordelijk werd gehouden voor een aanslag in Acapulco in 2005 waarbij drie mensen het leven verloren. In 2007 dook de beweging echter plots weer op, toen het op 5 en 10 juli 2007 een aantal oliepijpleidingen in de staat Guanajuato op, en de vrijlating van twee van haar leden eiste. Op 9 augustus blies de EPR verschillende pijpleidingen in Veracruz en Tlaxcala op.
De EPR wordt weleens vergeleken met het Zapatistisch Nationaal Bevrijdingsleger (EZLN), hoewel de EPR een radicalere marxistische ideologie aanhangt en bovendien gewelddadiger is. Zapatistenleider Subcomandante Marcos heeft zich openlijk gedistantieerd van de EPR. De Mexicaanse regering beschouwt de EPR als een terroristische organisatie.
Op 28 april kondigde de EPR aan tijdelijk de wapens neer te leggen wegens onderhandelingen over de vrijlating van een aantal van hun leden die zijn verdwenen, maar de beweging zegde de onderhandelingen korte tijd later op omdat ze van mening was dat de regering te strikte voorwaarden stelde.